# Abenberg (Adelsgeschlecht)

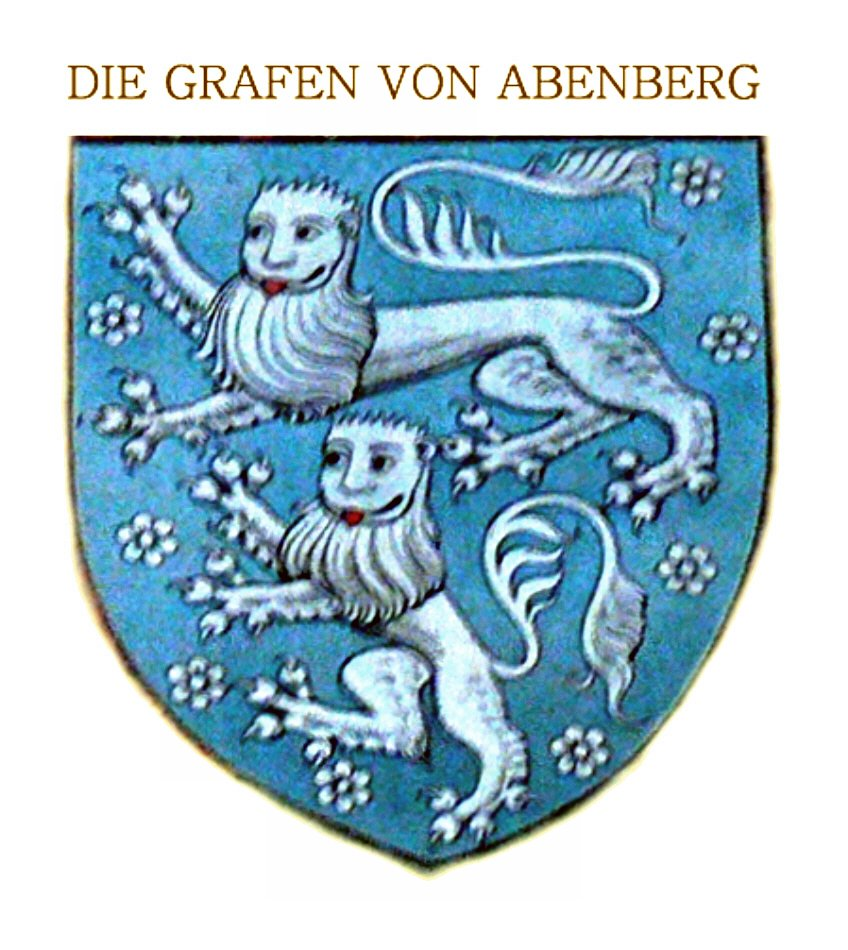
Wappen der Grafen von Abenberg

Die Familie von Abenberg war ein altes fränkisches Grafengeschlecht.
Sie sind nicht zu verwechseln mit den bayerischen Grafen von Abensberg und den österreichischen Grafen von Abensperg und Traun.

## Vom Ursprung bis zur Grafschaft Abenberg

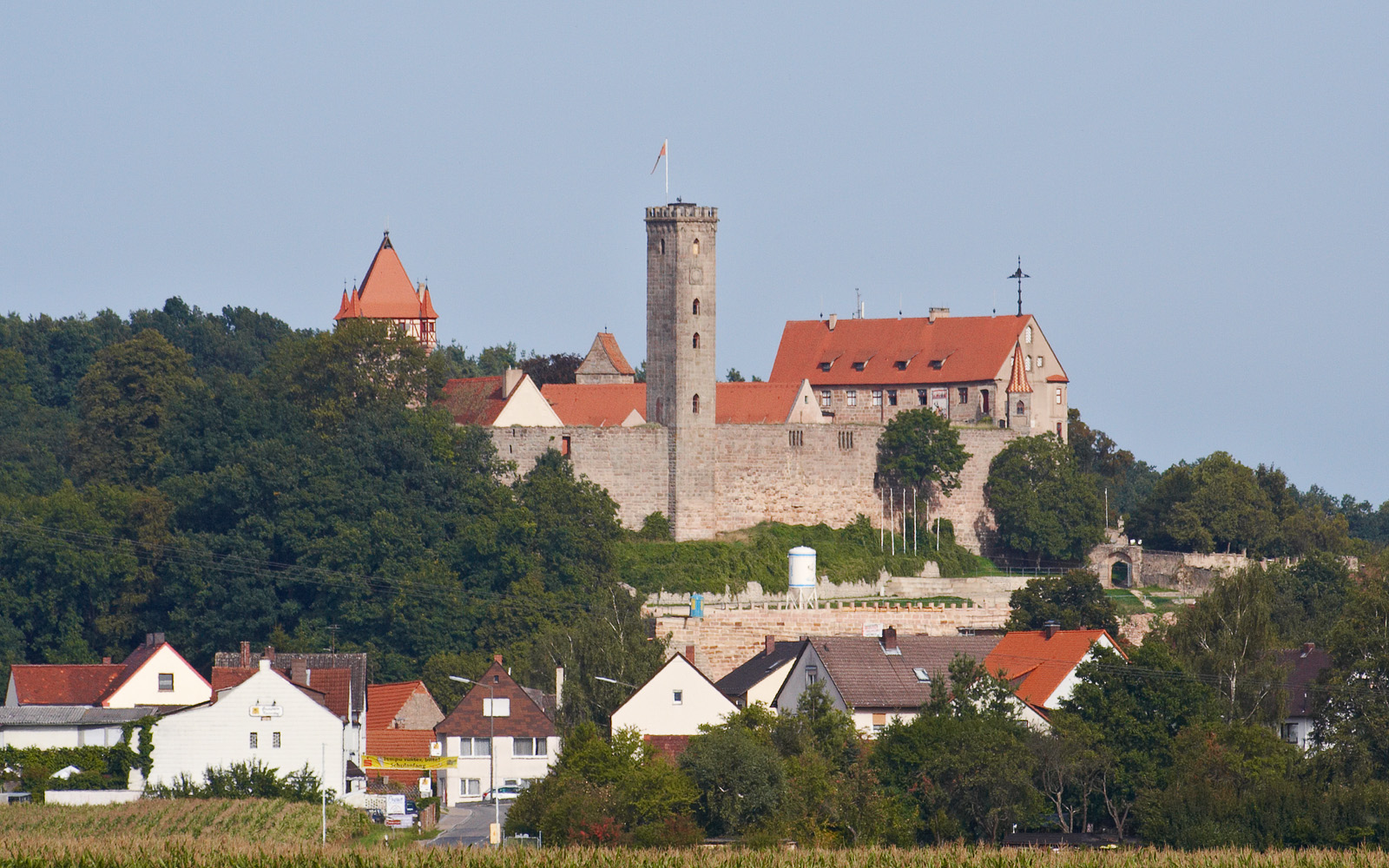
Heutige Ansicht der Stammburg Abenberg

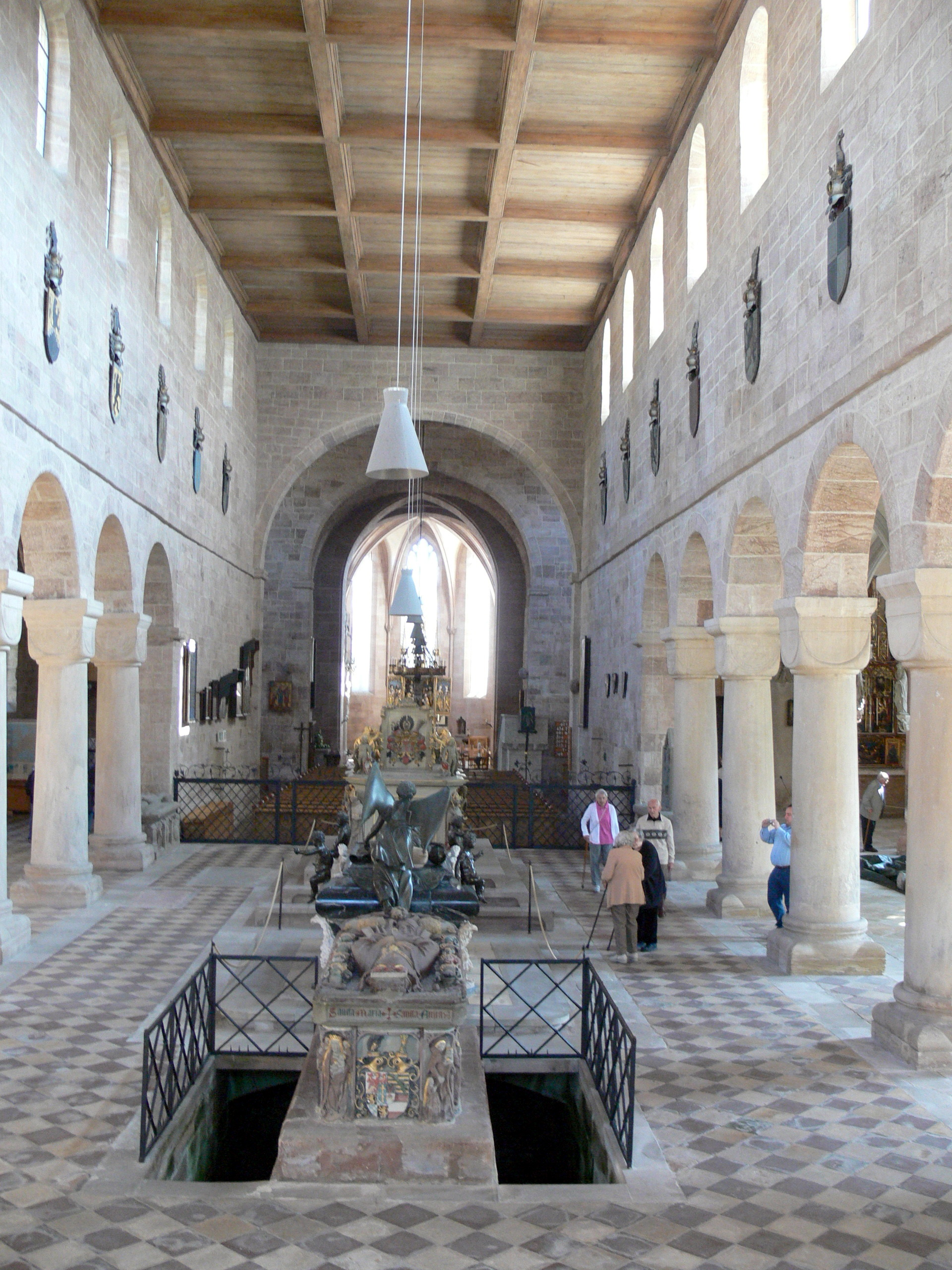
Das Münster des Klosters Heilsbronn

Die Grafschaft Abenberg entstand unter den Ottonen zwischen 1002 und 1024; der Ort Abenberg wurde um 1040 von Wolfram von Abenberg gegründet. Innerhalb der nächsten 150 Jahre stellten die Abenberger als Grafen im Radenzgau und im Rangau Hochstiftsvögte von Bamberg, Vögte verschiedener Klöster (u. a. Banz), einen Bischof von Würzburg, eine Äbtissin zu Kitzingen und andere hohe Würdenträger. Stilla von Abenberg († um 1140) wurde 1927 seliggesprochen.
Um 1040 wurde das Geschlecht der Abenberger erstmals erwähnt. Namensgebend war die Burg Abenberg in Abenberg. Unter Graf Adalbert II. (vor 1040 bis nach 1059) wurde die erste Burg, weitgehend aus Holz, erbaut. Unter Graf Rapoto (1122–1172) wurde diese zwischen 1130 und 1140 durch eine der imposantesten Steinburgen Bayerns (40 × 40 m) ersetzt. Ein Abenberger, Graf Friedrich I., kam am 26. Juli 1184 beim Erfurter Latrinensturz auf elende Weise ums Leben. Das Abenberger Adelsgeschlecht, dessen letzter männliche Spross, Friedrich II., noch im 13. Jahrhundert von Tannhäuser wegen seiner Förderung der Dichtkunst gelobt wurde, starb um 1200 aus.
Die Güter des Geschlechts fielen 1189 zum Teil an das Hochstift Bamberg. 1236 kamen Stadt und Burg Abenberg sowie die Cadolzburg durch Heirat an die fränkischen Hohenzollern, die damaligen Burggrafen von Nürnberg (siehe auch Konrad IV.), nachdem die männliche Linie der Abenberger mit Friedrich II. erloschen war. Weiterhin übernahmen die Hohenzollern die Schirmherrschaft über das Abenberger Hauskloster, das Kloster Heilsbronn, in dem über 40 Abenberger bestattet sind und das zwischen 1297 und 1625 auch zur Familiengrablege der fränkischen Hohenzollern wurde. Abenberg ging später (teilweise?) an das Bistum Eichstätt über.

### Kloster Heilsbronn

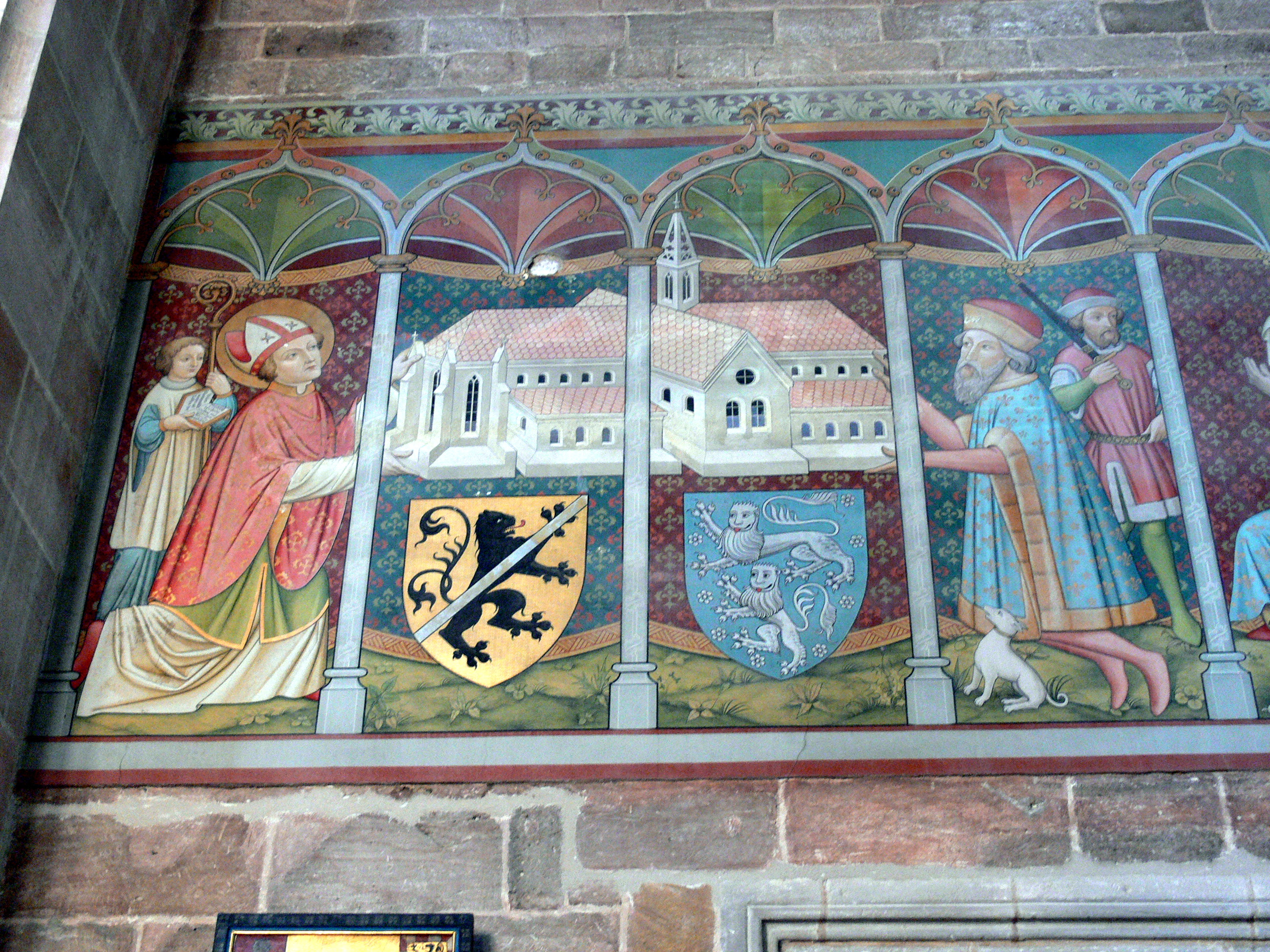
Stiftung des Klosters Heilsbronn durch Rapoto von Abenberg

Das Münster Heilsbronn ist ein ehemaliges Zisterzienserkloster. Es wurde 1132 von den Grafen von Abenberg gegründet und war deren Grablege, anschließend auch Hohenzollerngrablege von 1297 bis 1625.

### Kloster Marienburg
Das St. Peter und Paul geweihte Kloster Marienburg der Augustinerchorfrauen wurde 1142 gegründet durch Wolfram von Abenberg; es wurde 1806 im Zuge der Säkularisation aufgelöst. Die Bürger von Abenberg erwarben 1826 die Kirche, die Filialkirche wurde. Die Klostergebäude wurden versteigert und 1830 zum großen Teil abgebrochen.

## Persönlichkeiten
- Eberhard I., Bischof von Bamberg (1007–1040)
- Konrad I. von Aben(s)berg, Erzbischof von Salzburg (1106–1147)
- Stilla von Abenberg († um 1140), Kirchengründerin und Wohltäterin, seliggesprochen 1927
- Rapoto von Abenberg (1122–1172), Bamberger Hochstiftsvogt
- Reginhard von Abenberg, Bischof von Würzburg (1171–1186)
- Wilhelm von Abenberg (1452–1495), Abt des Klosters Münchsteinach

## Wappen
Auf blauem Grund ein gekrönter silberner Löwe.

Gemeindewappen von Frensdorf